# Splash screen
Ne doit pas être confondu avec Écran de chargement ou Bootsplash.

Splash screen d’Inkscape avec le logo et le numéro de version du logiciel.

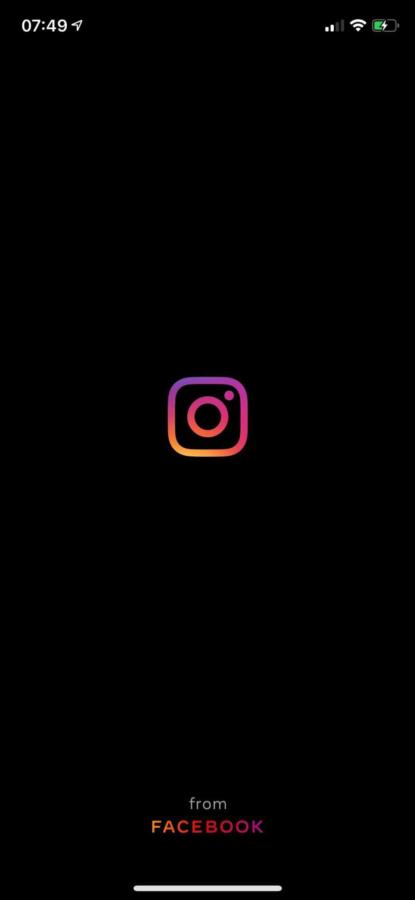
Écran de démarrage d'Instagram sur smartphone.

En jargon informatique, un splash screen (litt. « écran d'éclaboussure » ; en français : page de garde, écran fugitif ou fenêtre d'attente) est la toute première fenêtre affichée par un logiciel faisant généralement office d'écran de chargement.
Cette fenêtre incite l'utilisateur à patienter pendant le chargement et l'installation d'un logiciel tout en lui apportant diverses informations comme le nom du logiciel, le nom de l'éditeur, le logo de l'éditeur ou du logiciel, les droits d'auteur associés au logiciel, la version et l'état du chargement du logiciel.
Utile sur les anciennes machines monotâche et un peu lentes, comme le premier Macintosh, elle perturbe en général le travail en cours sur les multitâches lorsque plusieurs autres applications sont ouvertes et peut parfois pour cette raison être inhibée par l'utilisateur.
Cette fenêtre peut aussi demander à l'utilisateur de s'identifier avec un nom d'utilisateur et un mot de passe.